# Wil ZH
Wil (pro odlišení od jiné stejnojmenné obce označován také jako Wil ZH) je obec ve švýcarském kantonu Curych. Žije zde přibližně 1 400 obyvatel. 

## Geografie
Wil se nachází v oblasti zvané Rafzerfeld. Severní hranice obce tvoří část státní hranice s Německem. Zemědělské plochy tvoří 54 % rozlohy obce, 31 % tvoří lesy, 4 % jsou využívány pro dopravu a 10,5 % tvoří osídlená plocha.

## Historie

Letecký pohled (1958)

Na místě se nachází důkazy o cestě z římských dob.
První doložená zmínka o Wilu pochází z roku 1216. Název je pravděpodobně odvozen od latinského villa pro statek a panství, ale není prokázán. Rozhodčí nález biskupa Konráda, sepsaný 16. července 1216, je nejstarší listinou, na níž se název místa objevuje. Je psán latinsky a řeší spor mezi rytíři z Bubikonu a benediktiny ze Svatého Jana v údolí Thuru. Je v ní zmíněn kněz poručík Albert z Wilu (Albertus, plebanus de Wile). Zároveň tento rozhodčí nález dokládá, že Wil byl již v roce 1216 samostatnou farností.
Farní kostel byl pravděpodobně fundací barona z Tengenu, který byl v té době největším pozemkovým vlastníkem na Rafzerfeldu. Kromě městečka Eglisau patřil Tengenům také církevní majetek ve Wilu, Bülachu a Klotenu.
Mezi lety 1259 a 1407 je písemně doložena duchovní rodina von Wil barona z Tengenu. Je velmi pravděpodobné, že tento rod obýval hrad na Holbuckrainu. Kopec leží severozápadně od obce Wil a je rovněž označován jako hrad, i když tvrz „Schnitzberg“ nebo „Schnetzburg“ již zanikla. Vzhledem k tomu, že se podařilo nalézt pouze dosud patrný příkop, předpokládá se, že se jednalo o dřevěný hrad.
Ve středověku zde vykonávali panství i vrchnostenskou správu Habsburkové-Laufenburkové a později jejich nástupci, hrabata Klettgau ze Sulzu z Tiengenu (Hochrhein).
V roce 1651 koupil vrchnostenskou jurisdikci Curych. Wil přijal v roce 1523 reformaci a následně vládci z Curychu určovali faráře a rychtáře.
V roce 1798 a během napoleonských válek obsadili Wil Francouzi, Rakušané a Rusové.
Dne 22. února 1944 byl vybombardován dům za obcí, přičemž zahynulo všech 8 lidí, kteří seděli u oběda.

## Obyvatelstvo
| Rok            | 1640 | 1722 | 1850 | 1900 | 1950 | 2000 |
| Počet obyvatel | 392  | 557  | 932  | 750  | 715  | 1317 |

## Hospodářství

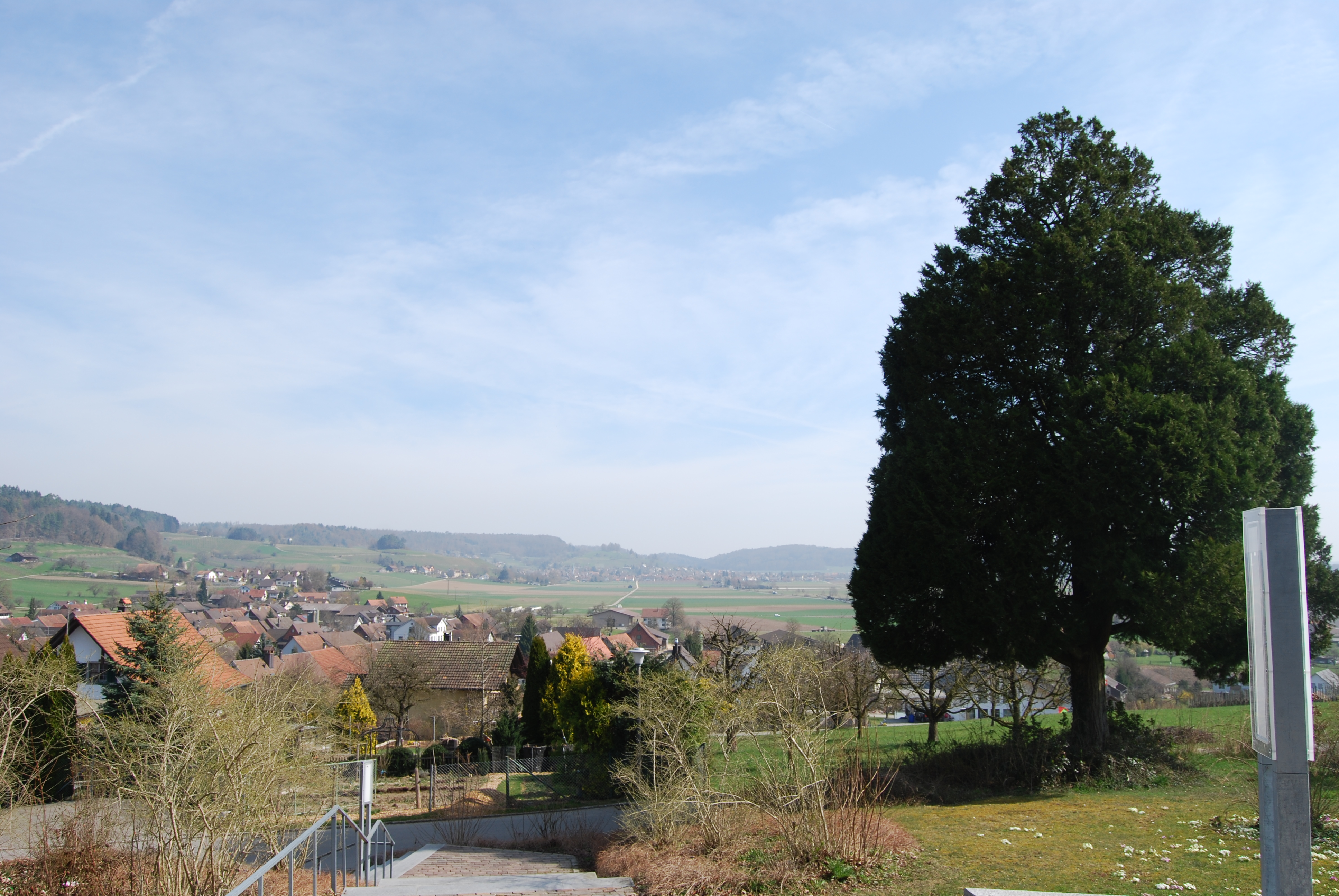
Pohled na obec

Důležitými obory ve Wilu jsou zemědělství, vinařství a těžba štěrku.
Město Curych nechalo v roce 1674 provést průzkum vinic Johannem Rudolfem Werdmüllerem. Největší plocha vinic, 17,5 hektaru, se dosud nachází v lokalitě „Im Berg“, která se od roku 1674 téměř nezměnila. Kromě toho se zachovaly také vinice in der Halde a in der Bürglen. Vinice zaznamenané ještě v roce 1674 in der Steige, in der Buchelooer Halde a auf des Klein Joge Buck (dnes Fasnachtsbuck) však dnes zanikly.
Od poloviny 17. století bylo ve Wilu rozšířeno tkaní slámy. Po otevření kloboučnické továrny Heinricha Ritze v Hüntwangenu toho řemeslo, rozšířené po místních domácnostech, rychle upadalo. V roce 1927 továrna na klobouky naposledy vykoupila podomácku upletené klobouky.